# جیم مسینا (نوازنده)
جیم مسینا (انگلیسی: Jim Messina؛ زادهٔ ۵ دسامبر ۱۹۴۷) موسیقی‌دان اهل ایالات متحده آمریکا است.